# Zhao antérieur
304–329
Entités précédentes :
- Dynastie Jin

Entités suivantes :
- Zhao postérieur

Le Zhao antérieur (前趙, Qiánzhào) (304-329) ou Han Zhao (c.s.: 汉赵, ; c.t. : 漢趙 ; p.y. : Hànzhào) selon l’historiographie chinoise moderne, était un État chinois de la période des Seize Royaumes fondé par des Xiongnu méridionaux, contemporain de l’empire Jin qu’il obligea à évacuer le Nord de la Chine. Il comprend deux périodes dynastiques, Han et Zhao. Ses souverains siègèrent principalement à Pingyang (309-318) puis Chang'an (318-329).
Il est aussi parfois appelé Han du Nord (Bei Han 北漢), nom plus généralement utilisé ultérieurement pour désigner un royaume des Cinq dynasties ayant existé de 951 à 979.

## Territoire, population, régime
Au début de la période Han (304-318), l’État occupait principalement le Shanxi et une partie du Shaanxi et du Gansu, et s’étendit rapidement aux Henan, Hebei et Shandong. Néanmoins, durant la période Zhao (318-329), l’empereur Liu Yao n’occupait effectivement que l’Ouest (Shanxi, Shaanxi, Gansu) et le Henan, le Hebei et le Shandong étant aux mains de son général Shi Le qui se proclama vite roi. 
Sous Liu Cong (r.310-318) la population s’élevait à 3 ou 4 millions de personnes réparties en 63 000 foyers. Les campagnes militaires pouvaient mobiliser sous Liu Yao (r.318-329) 285 000 hommes. Selon le Livre des Jin, les Xiongnu étaient répartis en 19 groupes et Han Zhao comprenait environ un million d’autres nomades, comme les Xianbei, les Di et les Qiang.
Liu Yuan, fondateur de Han, avait mis en place une administration à l’imitation de celle de la première dynastie Han et maintenu la division territoriale en zhou (州) et jun (郡) en vigueur sous les Jin, tout en conservant la structure du pouvoir Xiongnu (chanyu et dignitaires xianwang (賢王) « de gauche et de droite »). Pourtant, Han Zhao ne fut jamais réellement unifié et ne disposait pas d’une administration centrale forte. Chinois Han et nomades étaient administrés en partie séparément.

## Historique
Liu Yuan, issu d’une famille partiellement sinisée et fils de chanyu, est éduqué à Luoyang, capitale de l’empire Jin, où ses talents militaires sont reconnus. Le grand dignitaire Yang Jun (楊駿) lui confie la direction militaire des Xiongnu, et ces derniers de leur côté le choisissent comme grand chanyu. En 304, il fonde Han, nom choisi pour exprimer la parenté qu’il prétend avoir avec le clan impérial Liu de la première dynastie Han. Il se titre d’abord roi, puis empereur à partir de 308. 
Lors de la révolte des huit princes (291-306) qui agite l’empire Jin, Sima Ying prince de Chengdu appelle à l’aide les Xiongnu, ce qui permet à Liu Yuan de rassembler une armée de quelque 50 000 hommes, à qui se joignent un certain nombre de Xianbei, de Di et de brigands comme Shi Le (石勒). Les Tuoba s’allient par contre aux Jin car ils voient dans la formation de Han un obstacle à leur extension. En 311, Jin Huaidi (晋帝 / 晉懷帝, jìn huáidì), l'empereur des Jin est capturé (puis sera exécuté plus tard en 313) Liu Cong hérite du pouvoir et l’armée de Han pénètre à Luoyang, puis en 316 à Chang'an, Jin Mindi (晋悯帝 / 晉愍帝, jìn mǐndì) est alors capturé (puis sera exécuté plus tard en 318) et la cour et l’aristocratie Jin est obligé de se replier à Jiankang et inaugurant la période des Jin orientaux. 
En 318, Liu Can est renversé par son ministre et beau-père Jin Zhun (靳准 / 靳準, jìn zhǔn), qui à son tour est éliminé par Shi Le et Liu Yao, membre du clan impérial. Ce dernier change le nom dynastique en Zhao (趙), nom d’un État des Royaumes combattants qui se occupait comme Han le Shanxi et le Shaanxi. Pour marquer la rupture avec Han, il ne se prétend plus parent des premiers Han, mais descendant de Yu le Grand et de la dynastie Xia.
Shi Le, officiellement général de Liu Yao, occupe l’est du territoire et décide rapidement de prendre son indépendance. Il se proclame roi de Zhao dès 319. À partir de 324, il entre en conflit armé avec Zhao qu’il défait en 329. Son État sera connu comme Zhao postérieur (后赵 / 後趙, hòu zhào), l’État dirigé par la famille Liu comme Zhao antérieur ou Han Zhao.

## Souverains de Han et de Zhao
| Nom de temple          | Nom posthume       | Nom de famille et prénom | Règne                        | Ères                                                                                          |
| ---------------------- | ------------------ | ------------------------ | ---------------------------- | --------------------------------------------------------------------------------------------- |
| Han 304-319            |                    |                          |                              |                                                                                               |
| Gao Zu (高祖)          | Guangwen (光文)    | Liu Yuan (en) (劉淵)     | 304-310                      | Yuanxi (元熙) 304-308 Yongfeng (永鳳) 308-309 Herui (河瑞) 309-310                            |
| Sans                   | Sans               | Liu He (en) (劉和)       | 7 jours en 310               | Sans                                                                                          |
| Lie Zong (烈宗)        | Zhaowu (昭武)      | Liu Cong (en) (劉聰)     | 310-318                      | Guangxing (光興) 310-311 Jiaping (嘉平) 311-315 Jianyuan (建元) 315-316 Linjia (麟嘉) 316-318 |
| Sans                   | Yin (隱)/Ling (靈) | Liu Can (en) (劉粲)      | un peu plus d’un mois en 318 | Hanchang (漢昌) 318                                                                           |
| Zhao antérieur 319-329 |                    |                          |                              |                                                                                               |
| Sans                   | Hou Zhu (後主)     | Liu Yao (en) (劉曜)      | 318-329                      | Guangchu (光初) 318-329                                                                       |
| Sans                   | Sans               | Liu Xi (en) (劉熙)       | 329                          | Sans                                                                                          |

Remarque : Liu Xi était le prince héritier de Liu Yao qui a été propulsé dans le rôle de dirigeant lorsque Liu Yao a été capturé par l'empereur Shi Le de Zhao postérieur, mais il n'a jamais pris le titre impérial.

## Famille Liu
|                   |                   |                   |                   |                   |                   |  |  |                                                         |                                                         |                                                         |                                                         |                                                         |                                                         |  |  | □ |  |  |  |  |  |  |  |                                                 |                                                 |                                                 |                                                 |                                                 |                                                 |  |  |  |  |  |  |  |  |  |  |  |  |  |  |  |  |  |  |
|                   |                   |                   |                   |                   |                   |  |  |                                                         |                                                         |                                                         |                                                         |                                                         |                                                         |  |  |   |  |  |  |  |  |  |  |                                                 |                                                 |                                                 |                                                 |                                                 |                                                 |  |  |  |  |  |  |  |  |  |  |  |  |  |  |  |  |  |  |
|                   |                   |                   |                   |                   |                   |  |  |                                                         |                                                         |                                                         |                                                         |                                                         |                                                         |  |  |   |  |  |  |  |  |  |  |                                                 |                                                 |                                                 |                                                 |                                                 |                                                 |  |  |  |  |  |  |  |  |  |  |  |  |  |  |  |  |  |  |
|                   |                   |                   |                   |                   |                   |  |  | chanyu Qiangqi 羌渠单于                                 | chanyu Qiangqi 羌渠单于                                 | chanyu Qiangqi 羌渠单于                                 | chanyu Qiangqi 羌渠单于                                 | chanyu Qiangqi 羌渠单于                                 | chanyu Qiangqi 羌渠单于                                 |  |  |   |  |  |  |  |  |  |  | empereur Jing de Zhao 趙景帝 Liu Liang 劉亮     | empereur Jing de Zhao 趙景帝 Liu Liang 劉亮     | empereur Jing de Zhao 趙景帝 Liu Liang 劉亮     | empereur Jing de Zhao 趙景帝 Liu Liang 劉亮     | empereur Jing de Zhao 趙景帝 Liu Liang 劉亮     | empereur Jing de Zhao 趙景帝 Liu Liang 劉亮     |  |  |  |  |  |  |  |  |  |  |  |  |  |  |  |  |  |  |
|                   |                   |                   |                   |                   |                   |  |  | chanyu Qiangqi 羌渠单于                                 | chanyu Qiangqi 羌渠单于                                 | chanyu Qiangqi 羌渠单于                                 | chanyu Qiangqi 羌渠单于                                 | chanyu Qiangqi 羌渠单于                                 | chanyu Qiangqi 羌渠单于                                 |  |  |   |  |  |  |  |  |  |  | empereur Jing de Zhao 趙景帝 Liu Liang 劉亮     | empereur Jing de Zhao 趙景帝 Liu Liang 劉亮     | empereur Jing de Zhao 趙景帝 Liu Liang 劉亮     | empereur Jing de Zhao 趙景帝 Liu Liang 劉亮     | empereur Jing de Zhao 趙景帝 Liu Liang 劉亮     | empereur Jing de Zhao 趙景帝 Liu Liang 劉亮     |  |  |  |  |  |  |  |  |  |  |  |  |  |  |  |  |  |  |
|                   |                   |                   |                   |                   |                   |  |  | chanyu Chizhisizhuhou 持至尸逐侯單于                    | chanyu Chizhisizhuhou 持至尸逐侯單于                    | chanyu Chizhisizhuhou 持至尸逐侯單于                    | chanyu Chizhisizhuhou 持至尸逐侯單于                    | chanyu Chizhisizhuhou 持至尸逐侯單于                    | chanyu Chizhisizhuhou 持至尸逐侯單于                    |  |  |   |  |  |  |  |  |  |  | empereur Xian de Zhao 趙献帝 Liu Guang 劉廣     | empereur Xian de Zhao 趙献帝 Liu Guang 劉廣     | empereur Xian de Zhao 趙献帝 Liu Guang 劉廣     | empereur Xian de Zhao 趙献帝 Liu Guang 劉廣     | empereur Xian de Zhao 趙献帝 Liu Guang 劉廣     | empereur Xian de Zhao 趙献帝 Liu Guang 劉廣     |  |  |  |  |  |  |  |  |  |  |  |  |  |  |  |  |  |  |
|                   |                   |                   |                   |                   |                   |  |  | chanyu Chizhisizhuhou 持至尸逐侯單于                    | chanyu Chizhisizhuhou 持至尸逐侯單于                    | chanyu Chizhisizhuhou 持至尸逐侯單于                    | chanyu Chizhisizhuhou 持至尸逐侯單于                    | chanyu Chizhisizhuhou 持至尸逐侯單于                    | chanyu Chizhisizhuhou 持至尸逐侯單于                    |  |  |   |  |  |  |  |  |  |  | empereur Xian de Zhao 趙献帝 Liu Guang 劉廣     | empereur Xian de Zhao 趙献帝 Liu Guang 劉廣     | empereur Xian de Zhao 趙献帝 Liu Guang 劉廣     | empereur Xian de Zhao 趙献帝 Liu Guang 劉廣     | empereur Xian de Zhao 趙献帝 Liu Guang 劉廣     | empereur Xian de Zhao 趙献帝 Liu Guang 劉廣     |  |  |  |  |  |  |  |  |  |  |  |  |  |  |  |  |  |  |
|                   |                   |                   |                   |                   |                   |  |  | Liu Bao 劉豹                                            | Liu Bao 劉豹                                            | Liu Bao 劉豹                                            | Liu Bao 劉豹                                            | Liu Bao 劉豹                                            | Liu Bao 劉豹                                            |  |  |   |  |  |  |  |  |  |  | empereur Yi de Zhao 趙懿帝 Liu Fang 劉防        | empereur Yi de Zhao 趙懿帝 Liu Fang 劉防        | empereur Yi de Zhao 趙懿帝 Liu Fang 劉防        | empereur Yi de Zhao 趙懿帝 Liu Fang 劉防        | empereur Yi de Zhao 趙懿帝 Liu Fang 劉防        | empereur Yi de Zhao 趙懿帝 Liu Fang 劉防        |  |  |  |  |  |  |  |  |  |  |  |  |  |  |  |  |  |  |
|                   |                   |                   |                   |                   |                   |  |  | Liu Bao 劉豹                                            | Liu Bao 劉豹                                            | Liu Bao 劉豹                                            | Liu Bao 劉豹                                            | Liu Bao 劉豹                                            | Liu Bao 劉豹                                            |  |  |   |  |  |  |  |  |  |  | empereur Yi de Zhao 趙懿帝 Liu Fang 劉防        | empereur Yi de Zhao 趙懿帝 Liu Fang 劉防        | empereur Yi de Zhao 趙懿帝 Liu Fang 劉防        | empereur Yi de Zhao 趙懿帝 Liu Fang 劉防        | empereur Yi de Zhao 趙懿帝 Liu Fang 劉防        | empereur Yi de Zhao 趙懿帝 Liu Fang 劉防        |  |  |  |  |  |  |  |  |  |  |  |  |  |  |  |  |  |  |
|                   |                   |                   |                   |                   |                   |  |  | empereur Guang de Han 漢光文帝 Liu Yuan 劉淵 ?-304-310  | empereur Guang de Han 漢光文帝 Liu Yuan 劉淵 ?-304-310  | empereur Guang de Han 漢光文帝 Liu Yuan 劉淵 ?-304-310  | empereur Guang de Han 漢光文帝 Liu Yuan 劉淵 ?-304-310  | empereur Guang de Han 漢光文帝 Liu Yuan 劉淵 ?-304-310  | empereur Guang de Han 漢光文帝 Liu Yuan 劉淵 ?-304-310  |  |  |   |  |  |  |  |  |  |  | empereur Xuancheng de Zhao 趙宣成帝 Liu Lü 劉綠 | empereur Xuancheng de Zhao 趙宣成帝 Liu Lü 劉綠 | empereur Xuancheng de Zhao 趙宣成帝 Liu Lü 劉綠 | empereur Xuancheng de Zhao 趙宣成帝 Liu Lü 劉綠 | empereur Xuancheng de Zhao 趙宣成帝 Liu Lü 劉綠 | empereur Xuancheng de Zhao 趙宣成帝 Liu Lü 劉綠 |  |  |  |  |  |  |  |  |  |  |  |  |  |  |  |  |  |  |
|                   |                   |                   |                   |                   |                   |  |  | empereur Guang de Han 漢光文帝 Liu Yuan 劉淵 ?-304-310  | empereur Guang de Han 漢光文帝 Liu Yuan 劉淵 ?-304-310  | empereur Guang de Han 漢光文帝 Liu Yuan 劉淵 ?-304-310  | empereur Guang de Han 漢光文帝 Liu Yuan 劉淵 ?-304-310  | empereur Guang de Han 漢光文帝 Liu Yuan 劉淵 ?-304-310  | empereur Guang de Han 漢光文帝 Liu Yuan 劉淵 ?-304-310  |  |  |   |  |  |  |  |  |  |  | empereur Xuancheng de Zhao 趙宣成帝 Liu Lü 劉綠 | empereur Xuancheng de Zhao 趙宣成帝 Liu Lü 劉綠 | empereur Xuancheng de Zhao 趙宣成帝 Liu Lü 劉綠 | empereur Xuancheng de Zhao 趙宣成帝 Liu Lü 劉綠 | empereur Xuancheng de Zhao 趙宣成帝 Liu Lü 劉綠 | empereur Xuancheng de Zhao 趙宣成帝 Liu Lü 劉綠 |  |  |  |  |  |  |  |  |  |  |  |  |  |  |  |  |  |  |
|                   |                   |                   |                   |                   |                   |  |  |                                                         |                                                         |                                                         |                                                         |                                                         |                                                         |  |  |   |  |  |  |  |  |  |  |                                                 |                                                 |                                                 |                                                 |                                                 |                                                 |  |  |  |  |  |  |  |  |  |  |  |  |  |  |  |  |  |  |
| Liu He 劉和 ?-310 | Liu He 劉和 ?-310 | Liu He 劉和 ?-310 | Liu He 劉和 ?-310 | Liu He 劉和 ?-310 | Liu He 劉和 ?-310 |  |  | empereur Zhaowu de Han 漢昭武帝 Liu Cong 劉聰 ?-310-318 | empereur Zhaowu de Han 漢昭武帝 Liu Cong 劉聰 ?-310-318 | empereur Zhaowu de Han 漢昭武帝 Liu Cong 劉聰 ?-310-318 | empereur Zhaowu de Han 漢昭武帝 Liu Cong 劉聰 ?-310-318 | empereur Zhaowu de Han 漢昭武帝 Liu Cong 劉聰 ?-310-318 | empereur Zhaowu de Han 漢昭武帝 Liu Cong 劉聰 ?-310-318 |  |  |   |  |  |  |  |  |  |  | empereur de Zhao 趙帝 Liu Yao 劉曜 ?-318-328    | empereur de Zhao 趙帝 Liu Yao 劉曜 ?-318-328    | empereur de Zhao 趙帝 Liu Yao 劉曜 ?-318-328    | empereur de Zhao 趙帝 Liu Yao 劉曜 ?-318-328    | empereur de Zhao 趙帝 Liu Yao 劉曜 ?-318-328    | empereur de Zhao 趙帝 Liu Yao 劉曜 ?-318-328    |  |  |  |  |  |  |  |  |  |  |  |  |  |  |  |  |  |  |
| Liu He 劉和 ?-310 | Liu He 劉和 ?-310 | Liu He 劉和 ?-310 | Liu He 劉和 ?-310 | Liu He 劉和 ?-310 | Liu He 劉和 ?-310 |  |  | empereur Zhaowu de Han 漢昭武帝 Liu Cong 劉聰 ?-310-318 | empereur Zhaowu de Han 漢昭武帝 Liu Cong 劉聰 ?-310-318 | empereur Zhaowu de Han 漢昭武帝 Liu Cong 劉聰 ?-310-318 | empereur Zhaowu de Han 漢昭武帝 Liu Cong 劉聰 ?-310-318 | empereur Zhaowu de Han 漢昭武帝 Liu Cong 劉聰 ?-310-318 | empereur Zhaowu de Han 漢昭武帝 Liu Cong 劉聰 ?-310-318 |  |  |   |  |  |  |  |  |  |  | empereur de Zhao 趙帝 Liu Yao 劉曜 ?-318-328    | empereur de Zhao 趙帝 Liu Yao 劉曜 ?-318-328    | empereur de Zhao 趙帝 Liu Yao 劉曜 ?-318-328    | empereur de Zhao 趙帝 Liu Yao 劉曜 ?-318-328    | empereur de Zhao 趙帝 Liu Yao 劉曜 ?-318-328    | empereur de Zhao 趙帝 Liu Yao 劉曜 ?-318-328    |  |  |  |  |  |  |  |  |  |  |  |  |  |  |  |  |  |  |
|                   |                   |                   |                   |                   |                   |  |  | empereur Yin de Han 漢隐帝 Liu Can 劉粲 ?-318           | empereur Yin de Han 漢隐帝 Liu Can 劉粲 ?-318           | empereur Yin de Han 漢隐帝 Liu Can 劉粲 ?-318           | empereur Yin de Han 漢隐帝 Liu Can 劉粲 ?-318           | empereur Yin de Han 漢隐帝 Liu Can 劉粲 ?-318           | empereur Yin de Han 漢隐帝 Liu Can 劉粲 ?-318           |  |  |   |  |  |  |  |  |  |  | Liu Xi 劉熙 ?-318-329                           | Liu Xi 劉熙 ?-318-329                           | Liu Xi 劉熙 ?-318-329                           | Liu Xi 劉熙 ?-318-329                           | Liu Xi 劉熙 ?-318-329                           | Liu Xi 劉熙 ?-318-329                           |  |  |  |  |  |  |  |  |  |  |  |  |  |  |  |  |  |  |